# Bahnstrecke Wittenberge–Strasburg
| Ausfahrt des Bahnhofs Perleberg |                                                                                         |                                                   |                                                   |
| |                                                                                         |                                                   |                                                   |
| Streckennummer (DB): | 6941 (Wittenberge–Buschhof) 6942 (Buschhof–Thurow)                                      |                                                   |                                                   |
| Kursbuchstrecke (DB): | 206 (Wittenberge–Wittstock) 173 (Mirow–Neustrelitz)                                     |                                                   |                                                   |
| Kursbuchstrecke: | 100g (1934) 100h (Wittenberge–Perleberg 1934) 108d (Neustrelitz–Thurow 1934) 120 (1946) |                                                   |                                                   |
| Streckenlänge: | 155,7 km                                                                                |                                                   |                                                   |
| Spurweite: | 1435 mm (Normalspur)                                                                    |                                                   |                                                   |
| Streckenklasse: | D4 (In Betrieb befindliche Abschnitte)                                                  |                                                   |                                                   |
| Maximale Neigung: | 5,0 ‰                                                                                   |                                                   |                                                   |
| Minimaler Radius: | 200 m                                                                                   |                                                   |                                                   |
| Streckengeschwindigkeit: | 120 km/h                                                                                |                                                   |                                                   |
| |                                                                                         |                                                   |                                                   |
| \| \| \| von Berlin, von Stendal \| \| \| \| 0,0 \| Wittenberge \| 22 m \| \| \| \| nach Dömitz \| \| \| \| \| nach Ludwigslust \| \| \| \| 3,8 \| Weisen (früher Bf) \| Weisen (früher Bf) \| \| \| 9,1 \| Perleberg West (ehem. Perleberg Schützenhaus) \| Perleberg West (ehem. Perleberg Schützenhaus) \| \| \| \| nach Karstädt/Berge \| \| \| \| 10,5 \| Perleberg \| 30 m \| \| \| 15,5 \| Rosenhagen \| 37 m \| \| \| 20,1 \| Rohlsdorf-Gottschow \| Rohlsdorf-Gottschow \| \| \| 25,7 \| Groß Pankow \| 59 m \| \| \| \| von Putlitz \| \| \| \| \| von Neustadt (Dosse) \| \| \| \| 35,4 \| Pritzwalk \| 71 m \| \| \| \| nach Meyenburg \| \| \| \| 38,0 \| Beveringen \| 70 m \| \| \| 43,1 \| Alt Krüssow \| 94 m \| \| \| 45,9 \| Heiligengrabe (zuvor Bf) \| 81 m \| \| \| \| Anst Kronotex Holzverarbeitung \| \| \| \| 49,6 \| Liebenthal (Prign) (Bft von Wittstock) \| 85 m \| \| \| \| von Meyenburg \| \| \| \| 55,5 \| Wittstock (Dosse) \| 65 m \| \| \| \| nach Neuruppin \| \| \| \| 57,9 \| Anst Wittstock (Dosse) Heizwerk \| Anst Wittstock (Dosse) Heizwerk \| \| \| 61,4 \| Groß Haßlow (zuvor Bf) \| Groß Haßlow (zuvor Bf) \| \| \| 65,8 \| Dranse \| Dranse \| \| \| 70,7 \| Kuhlmühle (zuvor Bf) \| Kuhlmühle (zuvor Bf) \| \| \| 73,2 \| Landesgrenze Brandenburg / Meckl.-Vorpommern \| Landesgrenze Brandenburg / Meckl.-Vorpommern \| \| \| 73,70,0 \| Kilometrierungswechsel \| Kilometrierungswechsel \| \| \| 0,2 \| Buschhof (b Neustrelitz) \| Buschhof (b Neustrelitz) \| \| \| 7,2 \| Abzw Starsow von Rechlin \| Abzw Starsow von Rechlin \| \| \| 8,9 \| Mirow (zuvor Bf) \| Mirow (zuvor Bf) \| \| \| 13,5 \| Zirtow-Leussow (bis 2013 Zirtow) (zuvor Bf) \| Zirtow-Leussow (bis 2013 Zirtow) (zuvor Bf) \| \| \| 13,9 \| Tanklager (Awanst) \| Tanklager (Awanst) \| \| \| 17,5 \| Weißer See \| Weißer See \| \| \| 18,8 \| Wesenberg \| Wesenberg \| \| \| 23,0 \| Groß Quassow (zuvor Bf) \| Groß Quassow (zuvor Bf) \| \| \| 26,8 \| Sportlager Neustrelitz \| Sportlager Neustrelitz \| \| \| \| \| \| \| \| \| Neustrelitz Hafen \| \| \| \| 3,9 \| Schlossgarten \| Schlossgarten \| \| \| 1,9 \| Useriner Chaussee \| Useriner Chaussee \| \| \| 0,7 \| Bürgersee \| Bürgersee \| \| \| 27,310 \| Infrastrukturgrenze RIN / DB Netz \| Infrastrukturgrenze RIN / DB Netz \| \| \| 27,5 \| Bürgerhorst \| Bürgerhorst \| \| \| 28,1 \| Abzw Bürgerhorst nach Berlin \| Abzw Bürgerhorst nach Berlin \| \| \| \| Berliner Nordbahn \| \| \| \| \| von Berlin \| \| \| \| \| \| \| \| \| 30,7 \| Neustrelitz Süd (bis 2003 Personenbf) \| Neustrelitz Süd (bis 2003 Personenbf) \| \| \| \| Neustrelitz Hbf \| \| \| \| \| \| \| \| \| \| nach Rostock \| \| \| \| \| nach Neubrandenburg \| \| \| \| 38,4 \| Thurow (Meckl) (zuvor Bf) \| Thurow (Meckl) (zuvor Bf) \| \| \| \| nach Feldberg \| \| \| \| 41,7 \| Rödlin \| Rödlin \| \| \| 44,7 \| Blankensee (Meckl) Ost \| Blankensee (Meckl) Ost \| \| \| 48,1 \| Warbende \| Warbende \| \| \| 51,3 \| Quadenschönfeld \| Quadenschönfeld \| \| \| 56,2 \| Bredenfelde \| Bredenfelde \| \| \| 62,6 \| Hinrichshagen \| Hinrichshagen \| \| \| 67,8 \| Woldegk \| Woldegk \| \| \| \| Woldegker Kleinbahn (Beginn Dreischienengleis) \| \| \| \| 71,6 \| Mildenitz \| Mildenitz \| \| \| \| von Neubrandenburg \| \| \| \| 74,6 \| Groß Daberkow Anschluss zur MPSB \| Groß Daberkow Anschluss zur MPSB \| \| \| \| MPSB/Woldegker Kleinbahn (Ende Dreischienengleis) \| \| \| \| \| Lauenhagen \| \| \| \| \| \| \| \| \| 81,8 \| Strasburg (Uckerm) \| 64 m \| \| \| \| nach Prenzlau, nach Pasewalk \| \| \| \| \| \| \| \| Quellen: [2] \| \| \| \| |                                                                                         |                                                   |                                                   |
| Abzweig geradeaus und von rechts |                                                                                         | von Berlin, von Stendal                           | von Berlin, von Stendal                           |
| Bahnhof | 0,0                                                                                     | Wittenberge                                       | 22 m                                              |
| Abzweig geradeaus und ehemals nach links |                                                                                         | nach Dömitz                                       | nach Dömitz                                       |
| Abzweig geradeaus und nach links |                                                                                         | nach Ludwigslust                                  | nach Ludwigslust                                  |
| Haltepunkt / Haltestelle | 3,8                                                                                     | Weisen (früher Bf)                                | Weisen (früher Bf)                                |
| ehemaliger Haltepunkt / Haltestelle | 9,1                                                                                     | Perleberg West (ehem. Perleberg Schützenhaus)     | Perleberg West (ehem. Perleberg Schützenhaus)     |
| Abzweig geradeaus und ehemals nach links |                                                                                         | nach Karstädt/Berge                               | nach Karstädt/Berge                               |
| Bahnhof | 10,5                                                                                    | Perleberg                                         | 30 m                                              |
| Dienststation / Betriebs- oder Güterbahnhof | 15,5                                                                                    | Rosenhagen                                        | 37 m                                              |
| ehemaliger Bahnhof | 20,1                                                                                    | Rohlsdorf-Gottschow                               | Rohlsdorf-Gottschow                               |
| Bahnhof | 25,7                                                                                    | Groß Pankow                                       | 59 m                                              |
| Abzweig geradeaus und von links |                                                                                         | von Putlitz                                       | von Putlitz                                       |
| Abzweig geradeaus und von rechts |                                                                                         | von Neustadt (Dosse)                              | von Neustadt (Dosse)                              |
| Bahnhof | 35,4                                                                                    | Pritzwalk                                         | 71 m                                              |
| Abzweig geradeaus und nach links |                                                                                         | nach Meyenburg                                    | nach Meyenburg                                    |
| ehemaliger Haltepunkt / Haltestelle | 38,0                                                                                    | Beveringen                                        | 70 m                                              |
| ehemaliger Haltepunkt / Haltestelle | 43,1                                                                                    | Alt Krüssow                                       | 94 m                                              |
| Haltepunkt / Haltestelle | 45,9                                                                                    | Heiligengrabe (zuvor Bf)                          | 81 m                                              |
| Abzweig geradeaus und von rechts |                                                                                         | Anst Kronotex Holzverarbeitung                    | Anst Kronotex Holzverarbeitung                    |
| Haltepunkt / Haltestelle | 49,6                                                                                    | Liebenthal (Prign) (Bft von Wittstock)            | 85 m                                              |
| Abzweig geradeaus und ehemals von links |                                                                                         | von Meyenburg                                     | von Meyenburg                                     |
| Bahnhof | 55,5                                                                                    | Wittstock (Dosse)                                 | 65 m                                              |
| Abzweig ehemals geradeaus und nach rechts |                                                                                         | nach Neuruppin                                    | nach Neuruppin                                    |
| Blockstelle (Strecke außer Betrieb) | 57,9                                                                                    | Anst Wittstock (Dosse) Heizwerk                   | Anst Wittstock (Dosse) Heizwerk                   |
| Haltepunkt / Haltestelle (Strecke außer Betrieb) | 61,4                                                                                    | Groß Haßlow (zuvor Bf)                            | Groß Haßlow (zuvor Bf)                            |
| Bahnhof (Strecke außer Betrieb) | 65,8                                                                                    | Dranse                                            | Dranse                                            |
| Haltepunkt / Haltestelle (Strecke außer Betrieb) | 70,7                                                                                    | Kuhlmühle (zuvor Bf)                              | Kuhlmühle (zuvor Bf)                              |
| Grenze (Strecke außer Betrieb) | 73,2                                                                                    | Landesgrenze Brandenburg / Meckl.-Vorpommern      | Landesgrenze Brandenburg / Meckl.-Vorpommern      |
| Kilometer-Wechsel (Strecke außer Betrieb) | 73,70,0                                                                                 | Kilometrierungswechsel                            | Kilometrierungswechsel                            |
| Bahnhof (Strecke außer Betrieb) | 0,2                                                                                     | Buschhof (b Neustrelitz)                          | Buschhof (b Neustrelitz)                          |
| Abzweig geradeaus und von links (Strecke außer Betrieb) | 7,2                                                                                     | Abzw Starsow von Rechlin                          | Abzw Starsow von Rechlin                          |
| Haltepunkt / Haltestelle Strecke bis hier außer Betrieb | 8,9                                                                                     | Mirow (zuvor Bf)                                  | Mirow (zuvor Bf)                                  |
| Haltepunkt / Haltestelle | 13,5                                                                                    | Zirtow-Leussow (bis 2013 Zirtow) (zuvor Bf)       | Zirtow-Leussow (bis 2013 Zirtow) (zuvor Bf)       |
| Abzweig geradeaus und nach links | 13,9                                                                                    | Tanklager (Awanst)                                | Tanklager (Awanst)                                |
| Haltepunkt / Haltestelle | 17,5                                                                                    | Weißer See                                        | Weißer See                                        |
| Bahnhof | 18,8                                                                                    | Wesenberg                                         | Wesenberg                                         |
| Haltepunkt / Haltestelle | 23,0                                                                                    | Groß Quassow (zuvor Bf)                           | Groß Quassow (zuvor Bf)                           |
| ehemaliger Dienststation / Betriebs- oder Güterbahnhof | 26,8                                                                                    | Sportlager Neustrelitz                            | Sportlager Neustrelitz                            |
| Verschwenkung von links |                                                                                         |                                                   |                                                   |
| Strecke · Betriebs-/Güterbahnhof Streckenanfang |                                                                                         | Neustrelitz Hafen                                 | Neustrelitz Hafen                                 |
| Strecke · Haltepunkt / Haltestelle | 3,9                                                                                     | Schlossgarten                                     | Schlossgarten                                     |
| Strecke · Blockstelle | 1,9                                                                                     | Useriner Chaussee                                 | Useriner Chaussee                                 |
| Strecke · Haltepunkt / Haltestelle | 0,7                                                                                     | Bürgersee                                         | Bürgersee                                         |
| Wechsel des Eisenbahninfrastrukturunternehmens · Strecke | 27,310                                                                                  | Infrastrukturgrenze RIN / DB Netz                 | Infrastrukturgrenze RIN / DB Netz                 |
| Abzweig geradeaus und von links · Strecke nach rechts | 27,5                                                                                    | Bürgerhorst                                       | Bürgerhorst                                       |
| Abzweig geradeaus und ehemals nach rechts | 28,1                                                                                    | Abzw Bürgerhorst nach Berlin                      | Abzw Bürgerhorst nach Berlin                      |
| Kreuzung geradeaus unten · Strecke von rechts |                                                                                         | Berliner Nordbahn                                 | Berliner Nordbahn                                 |
| Abzweig geradeaus und ehemals von rechts · Strecke |                                                                                         | von Berlin                                        | von Berlin                                        |
| Abzweig ehemals geradeaus und nach links · Abzweig geradeaus und von rechts |                                                                                         |                                                   |                                                   |
| Betriebs-/Güterbahnhof Strecke bis hier außer Betrieb · Strecke | 30,7                                                                                    | Neustrelitz Süd (bis 2003 Personenbf)             | Neustrelitz Süd (bis 2003 Personenbf)             |
| Strecke · Bahnhof |                                                                                         | Neustrelitz Hbf                                   | Neustrelitz Hbf                                   |
| Abzweig geradeaus und nach links · Abzweig geradeaus und von rechts |                                                                                         |                                                   |                                                   |
| Strecke · Abzweig geradeaus und nach links |                                                                                         | nach Rostock                                      | nach Rostock                                      |
| Strecke · Strecke nach links |                                                                                         | nach Neubrandenburg                               | nach Neubrandenburg                               |
| ehemaliger Haltepunkt / Haltestelle | 38,4                                                                                    | Thurow (Meckl) (zuvor Bf)                         | Thurow (Meckl) (zuvor Bf)                         |
| Abzweig ehemals geradeaus und nach rechts |                                                                                         | nach Feldberg                                     | nach Feldberg                                     |
| Haltepunkt / Haltestelle (Strecke außer Betrieb) | 41,7                                                                                    | Rödlin                                            | Rödlin                                            |
| Bahnhof (Strecke außer Betrieb) | 44,7                                                                                    | Blankensee (Meckl) Ost                            | Blankensee (Meckl) Ost                            |
| Haltepunkt / Haltestelle (Strecke außer Betrieb) | 48,1                                                                                    | Warbende                                          | Warbende                                          |
| Haltepunkt / Haltestelle (Strecke außer Betrieb) | 51,3                                                                                    | Quadenschönfeld                                   | Quadenschönfeld                                   |
| Haltepunkt / Haltestelle (Strecke außer Betrieb) | 56,2                                                                                    | Bredenfelde                                       | Bredenfelde                                       |
| Haltepunkt / Haltestelle (Strecke außer Betrieb) | 62,6                                                                                    | Hinrichshagen                                     | Hinrichshagen                                     |
| Bahnhof (Strecke außer Betrieb) | 67,8                                                                                    | Woldegk                                           | Woldegk                                           |
| Abzweig geradeaus und von links (Strecke außer Betrieb) |                                                                                         | Woldegker Kleinbahn (Beginn Dreischienengleis)    | Woldegker Kleinbahn (Beginn Dreischienengleis)    |
| Haltepunkt / Haltestelle (Strecke außer Betrieb) | 71,6                                                                                    | Mildenitz                                         | Mildenitz                                         |
| Strecke (außer Betrieb) · Strecke von links |                                                                                         | von Neubrandenburg                                | von Neubrandenburg                                |
| Bahnhof (Strecke außer Betrieb) · ehemaliger Haltepunkt / Haltestelle | 74,6                                                                                    | Groß Daberkow Anschluss zur MPSB                  | Groß Daberkow Anschluss zur MPSB                  |
| Abzweig geradeaus und nach links (Strecke außer Betrieb) · Strecke |                                                                                         | MPSB/Woldegker Kleinbahn (Ende Dreischienengleis) | MPSB/Woldegker Kleinbahn (Ende Dreischienengleis) |
| Strecke (außer Betrieb) · Dienststation / Betriebs- oder Güterbahnhof |                                                                                         | Lauenhagen                                        | Lauenhagen                                        |
| Verschwenkung nach links (Strecke außer Betrieb) · Verschwenkung nach rechts |                                                                                         |                                                   |                                                   |
| Bahnhof | 81,8                                                                                    | Strasburg (Uckerm)                                | 64 m                                              |
| Abzweig geradeaus und ehemals nach rechts |                                                                                         | nach Prenzlau, nach Pasewalk                      | nach Prenzlau, nach Pasewalk                      |
| |                                                                                         |                                                   |                                                   |
| Quellen: |                                                                                         |                                                   |                                                   |

Die Bahnstrecke Wittenberge–Strasburg (Uckermark) ist eine rund 156 Kilometer lange, eingleisige, nicht elektrifizierte und teilweise stillgelegte Eisenbahnstrecke in den Ländern Brandenburg und Mecklenburg-Vorpommern. Der länderübergreifende Verkehr wurde im Jahr 2000 eingestellt. Heute werden nur noch zwei Teilstücke der Strecke betrieben. Während der brandenburgische Abschnitt zwischen Wittenberge und Wittstock (Dosse) bis 2008 für das Projekt „Prignitz-Express“ zur Hauptbahn ausgebaut wurde, ist der mecklenburgische Abschnitt zwischen Mirow und Neustrelitz weiterhin eine Nebenbahn.

## Streckenbeschreibung

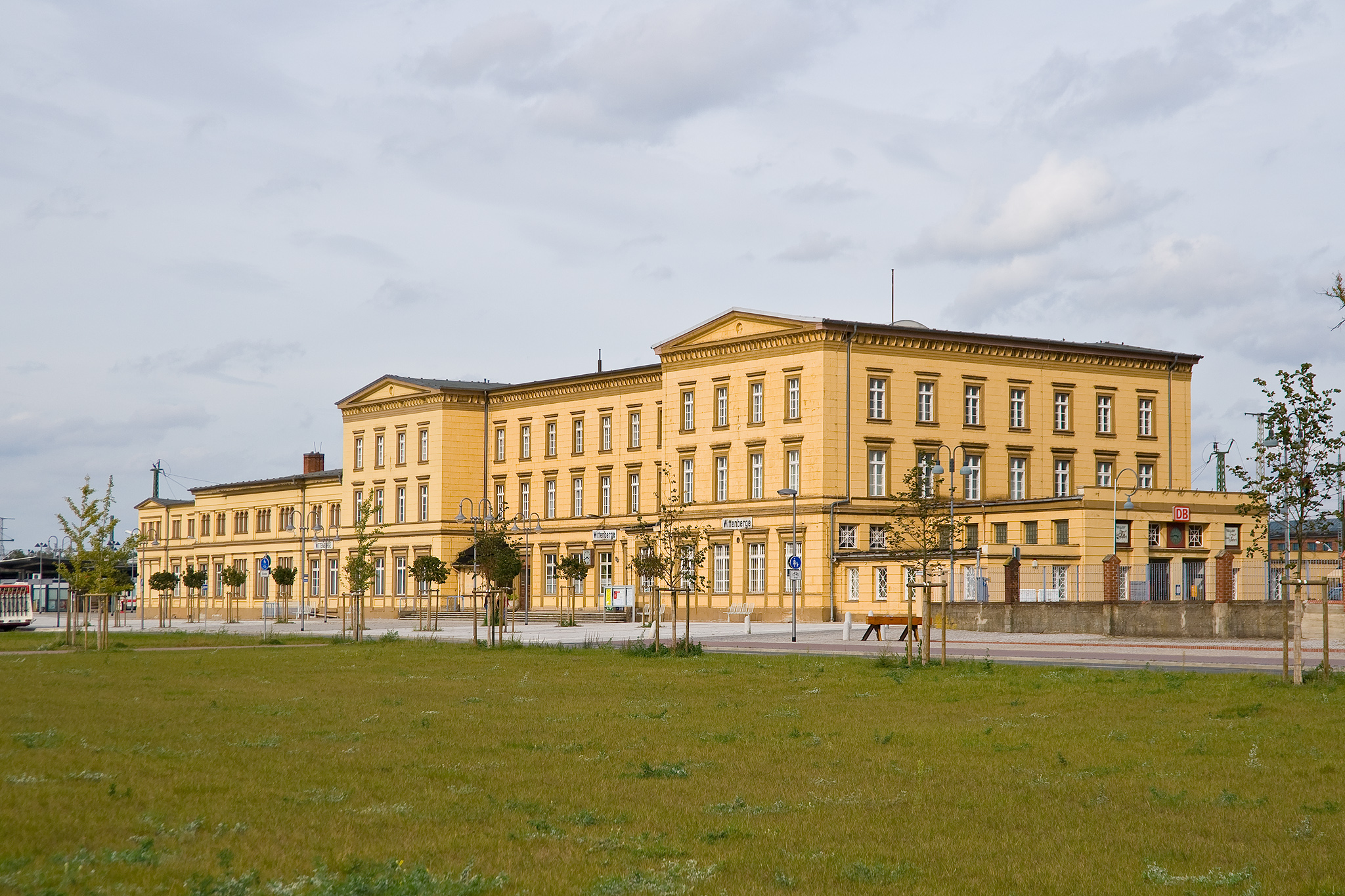
Der Bahnhof von Wittenberge ist der südwestliche Endpunkt der Strecke

Die Strecke Wittenberge–Strasburg beginnt am Bahnhof Wittenberge an der Hauptbahn Berlin–Hamburg und fädelt von dort nach Nordosten aus. Nach etwa zehn Kilometern erreicht die Strecke die Stadt Perleberg, welche ein ehemaliger Knotenpunkt der Prignitzer Kreiskleinbahnen ist. Hinter Perleberg wendet sich die Strecke nach Osten und führt über Pritzwalk mit Anschluss an die Bahnstrecke Neustadt–Meyenburg nach Wittstock an der Dosse. Der Personenverkehr schwenkt hier auf die Bahnstrecke Wittstock–Neuruppin, die gesamte Verbindung wird heute als „Prignitz-Express“ betrieben.
Im weiteren Verlauf führt die Bahn am Nordrand der Prignitz über die Landesgrenze bis zum stillgelegten ehemaligen Grenzbahnhof Buschhof. Von dort aus geht es entlang der südlichen Ausläufer der Mecklenburgischen Seenplatte nach Mirow, wo der Personenverkehr wieder beginnt, und weiter nach Neustrelitz. Hier treffen die Strecken Berlin–Neustrelitz–Stralsund und Neustrelitz–Rostock zusammen. Hinter Neustrelitz ist die Strecke ab Thurow stillgelegt und abgebaut. Sie verlief hier südlich der Strecke Neustrelitz–Stralsund, die sie bei Blankensee berührte. Nach Blankensee führte die Strecke entlang der mecklenburgischen Südgrenze weiter bis nach Strasburg. Die Stadt lag früher auf preußisch-brandenburgischer Seite, gehört aber seit 1990 zu Mecklenburg-Vorpommern. Das Teilstück Blankensee–Strasburg ist heute ein Radwanderweg.

## Geschichte

### Privatbahnzeit bis 1941

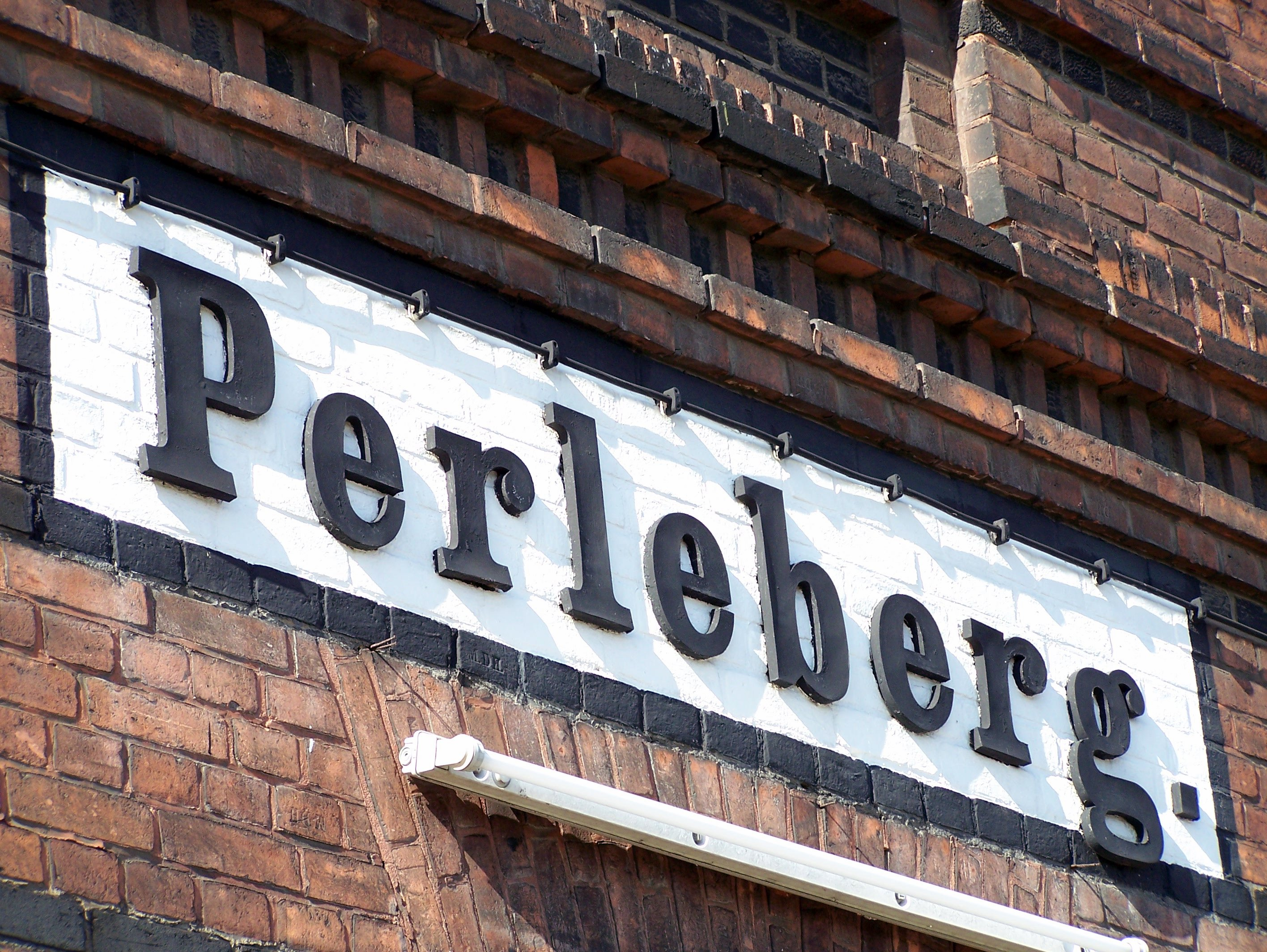
Bahnhofsschild in Perleberg

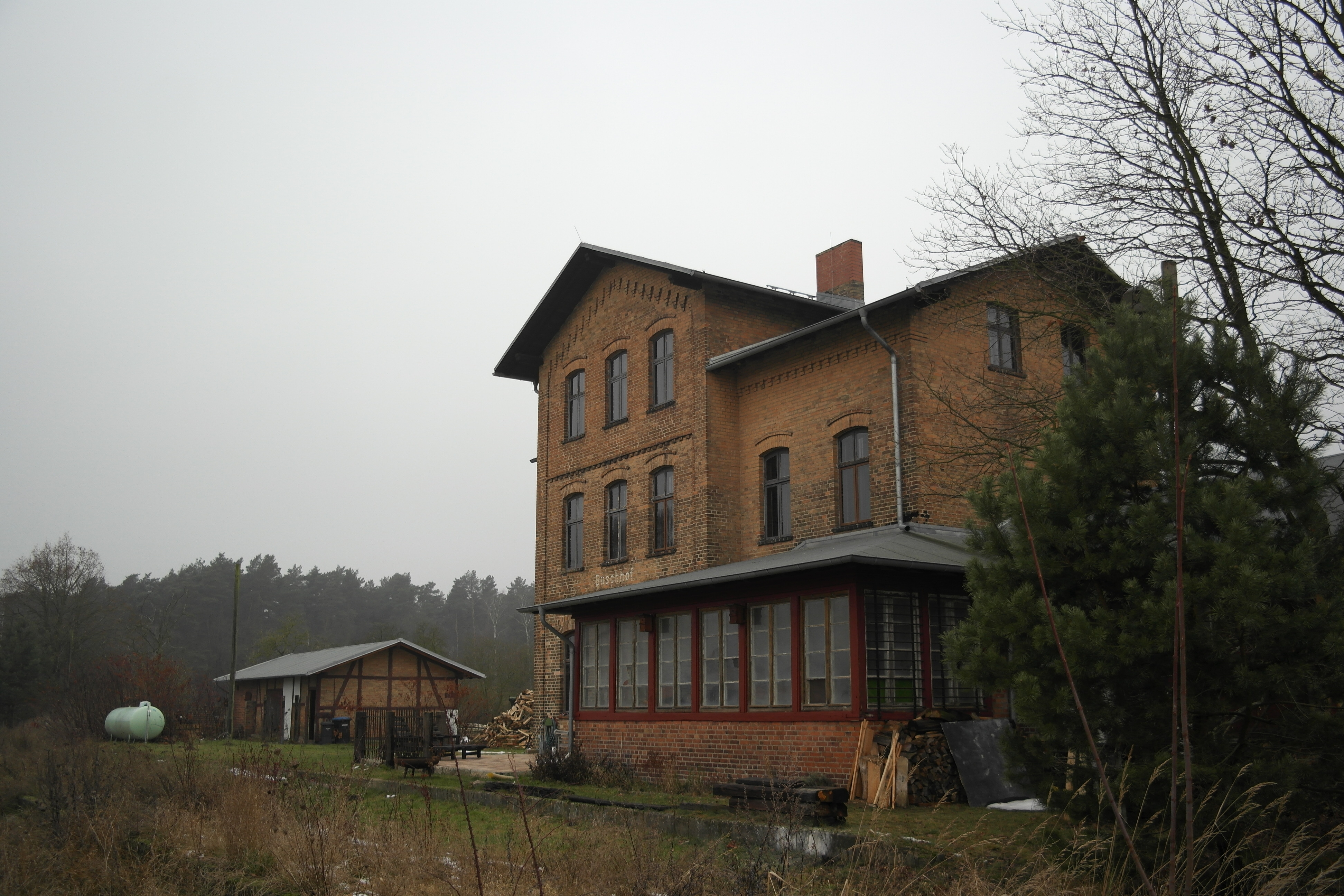
Der Bahnhof Buschhof war Übergang zwischen der MFWE und der Prignitzer Eisenbahngesellschaft.

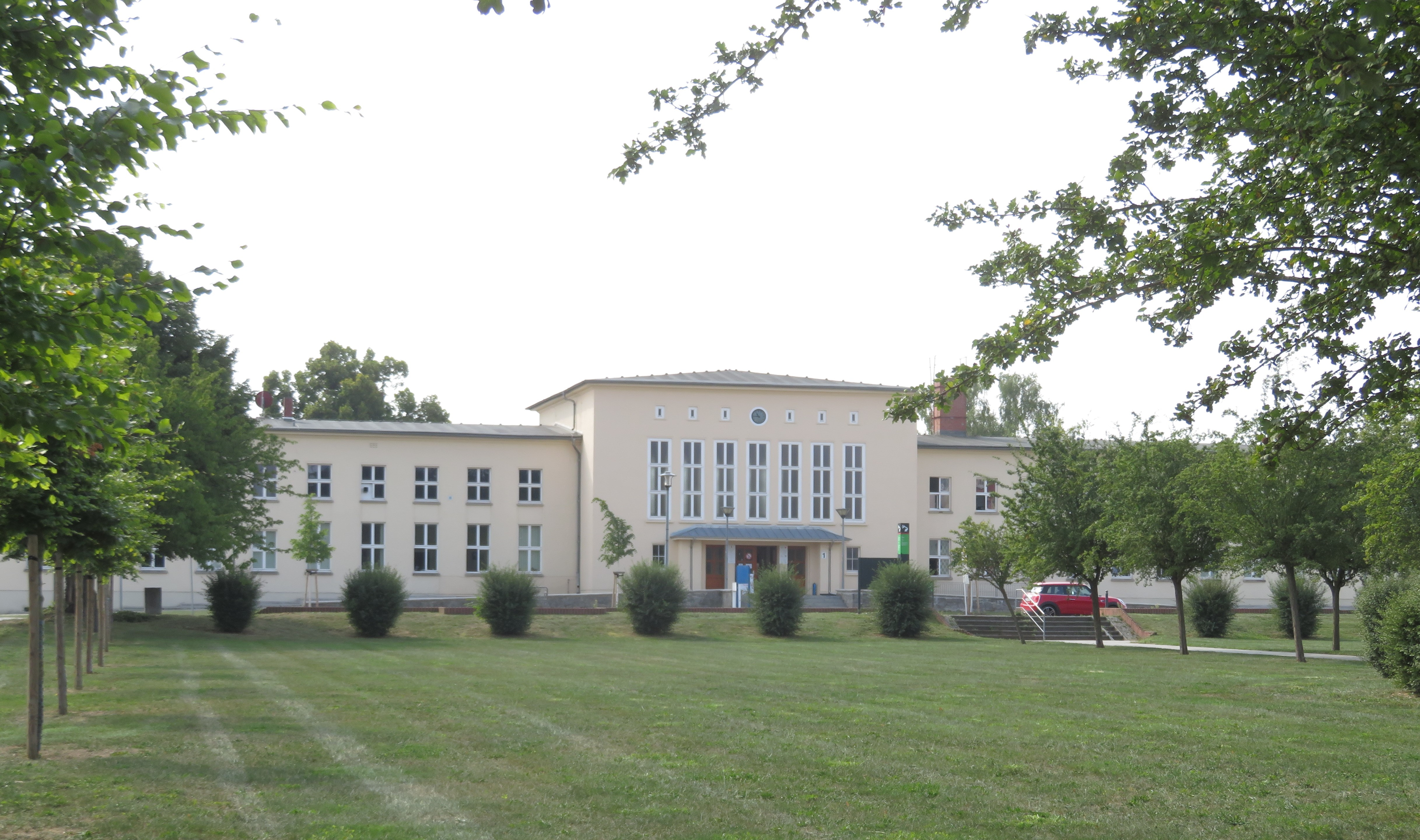
Bahnhof Pritzwalk

Die Geschichte der Strecke ging zunächst von zwei Städten aus, Neustrelitz im Großherzogtum Mecklenburg-Strelitz und Perleberg in der preußischen Provinz Brandenburg.
Ab den 1880er Jahren begannen zahlreiche Kleinstädte in Umgebung der großen Hauptbahnen damit, Stichbahnen voranzutreiben, um einen Anschluss an das Eisenbahnnetz zu erhalten. Perleberg als Kreisstadt des Landkreises Westprignitz war ebenfalls um eine Anschlussbahn zum Knoten Wittenberge bemüht. Als Betreibergesellschaft wurde die Wittenberge-Perleberger Eisenbahn (WPE) gegründet, die sich im Besitz der Kreisstadt befand. Nach Erteilung der Konzession zum Bahnbau am 17. Juni 1881 konnte nach nicht einmal vier Monaten Bauzeit die Eröffnung der rund zehn Kilometer langen, eingleisigen Nebenbahn am 15. Oktober 1881 erfolgen.
Drei Jahre später unternahm die WPE Versuche, ihre Strecke in Richtung Pritzwalk und Wittstock zu verlängern. Da diese als Eigentum der Stadt jedoch nicht über das notwendige Kapital verfügte, wurde am 5. Juni 1884 die Prignitzer Eisenbahngesellschaft (PEG) gegründet. Neben der Stadt Perleberg beteiligten sich der preußische Staat, die Provinz Brandenburg, die Landkreise West- und Ostprignitz sowie die Städte Pritzwalk, Wittstock und Wittenberge an dem als Aktiengesellschaft gegründeten Unternehmen. Da der Betrieb von vornherein gemeinschaftlich erfolgen sollte, wurde ebenfalls Perleberg als Firmensitz festgelegt. Nach Erteilung der Konzession zum Bau der Strecke Perleberg–Pritzwalk–Wittstock am 23. Juli 1884 begannen am 15. September desselben Jahres die Bauarbeiten für die knapp 40 Kilometer lange Bahn. Nach einer Bauzeit von etwa einem halben Jahr wurde der Güterverkehr am 10. März, der Personenverkehr am 31. Mai 1885 aufgenommen. Sechs Jahre später endete zunächst der Gemeinschaftsbetrieb der beiden Unternehmen.
Von Neustrelitzer Seite aus gab es ab 1873 Bestrebungen, eine Strecke in Richtung Wittenberge zu errichten, konkrete Maßnahmen zu einer Umsetzung erfolgten jedoch erst rund 15 Jahre später. In der Zwischenzeit wurde das Großherzogtum, das bereits ab 1864 über die Bahnstrecke Bützow–Strasburg der Mecklenburgischen Friedrich-Franz-Eisenbahn in Neubrandenburg einen Bahnhof erhielt, an die von den Preußischen Staatsbahnen betriebene Berliner Nordbahn Berlin–Neustrelitz–Stralsund angeschlossen. Eine eigene Bahn existierte damit allerdings noch nicht.
Die 1887 gegründete Neustrelitz-Wesenberg-Mirower Eisenbahngesellschaft mit Sitz in Wesenberg erhielt am 17. Januar 1888 die Konzession zum Bau einer Strecke von Mirow nach Neustrelitz mit Anschluss an die Berliner Nordbahn. Der Betrieb auf der rund 22 Kilometer langen Verbindung konnte am 15. Juli 1890 aufgenommen werden.
Im gleichen Jahr erfolgte in Woldegk die Gründung der Blankensee-Woldegk-Strasburger Eisenbahngesellschaft, die das Ziel verfolgte, eine Bahn von Blankensee, das ebenfalls an der Berliner Nordbahn lag, über Woldegk zum preußischen Grenzbahnhof in Strasburg zu errichten. Die Konzession zum Bau der rund 37 Kilometer langen Verbindung wurde der Gesellschaft am 12. April 1892 erteilt, die Eröffnung fand rund anderthalb Jahre später am 8. Oktober 1893 statt. In Blankensee errichtete die Gesellschaft einen eigenen Bahnhof östlich des bestehenden Staatsbahnhofs, beide Anlagen waren über Betriebsgleise miteinander verbunden.
Am 1. April 1894 schlossen sich die beiden Unternehmen zur Mecklenburgischen Friedrich-Wilhelm-Eisenbahn-Gesellschaft (MFWE) zusammen. Ziel war es, im Westen einen Anschluss an die Provinz Brandenburg herzustellen. Für den Anschluss nach Brandenburg wurden mit der Prignitzer Eisenbahn Verhandlungen geführt, da diese den brandenburgischen Teilabschnitt betreiben sollte. Als Übergangspunkt wurde der Ort Buschhof gewählt. Die Betriebsaufnahme erfolgte auf beiden Teilstücken gleichzeitig am 21. Mai 1895.
Die Strecke Wittenberge–Neustrelitz wurde, obwohl drei Bahngesellschaften zuständig waren, durchgehend betrieben. 1905 verkehrten drei Zugpaare auf der Gesamtstrecke, ergänzt durch einzelne Züge zwischen den Endpunkten und Wittstock beziehungsweise Mirow. Zwischen Wittenberge und Perleberg fuhren insgesamt neun Zugpaare am Tag. Zwei Zugpaare von Blankensee verkehrten nach Strasburg, ein weiteres bis Woldegk.
Da sich mit dem Anschluss nach Brandenburg ein ersichtlicher wirtschaftlicher Erfolg für die Städte entlang der Bahn zeigte, beschloss die MFWE am 17. Dezember 1906, ihre beiden Teilstrecken miteinander zu verbinden, um den knapp 15 Kilometer langen Abschnitt der preußischen Staatsbahnstrecke nicht mitnutzen zu müssen. Die Umgehungsstrecke verlief etwa ein bis zwei Kilometer südlich der Staatsbahnstrecke und bot in Neustrelitz und Blankensee Umsteigemöglichkeiten zu dieser. Die Eröffnung des 14 Kilometer langen Abschnitts war am 28. Februar 1909. Die Arbeiten zogen sich im Vergleich zu den vorherigen Abschnitten etwas länger hin, da vor allem im Raum Neustrelitz umfangreiche Arbeiten anstanden, um die Bahn vollkommen unabhängig von der Preußischen Staatsbahn zu führen. Die zuvor genutzten Anlagen im Bahnhofsbereich überließ die MFWE den Preußischen Staatsbahnen, deren Neustrelitzer Bahnmeisterei sie weiternutzte.
1910 und 1922 wurde die Strecke um zwei Anschlussbahnen nach Feldberg beziehungsweise nach Ellerholz erweitert. Letztere wurde auf Betreiben des Militärs angelegt, da sich in Rechlin, nördlich von Ellerholz eine Erprobungsstelle der Luftwaffe befand und ein Anschluss an die Eisenbahn benötigt wurde.
1932 wurde auf brandenburgischer Seite der gemeinschaftliche Betrieb zwischen der WPE und der PEG zusammen mit den Prignitzer Kreiskleinbahnen wieder aufgenommen.

### Reparationsleistung und Reichsbahnzeit
Zum 1. Januar 1941 erfolgte die Verstaatlichung der drei Betreiber Wittenberge-Perleberger Eisenbahn, Prignitzer Eisenbahn und der Mecklenburgischen Friedrich-Wilhelm-Eisenbahn sowie deren Strecken unter dem Dach der Deutschen Reichsbahn. Die Verstaatlichung war mehr aus militärischen als aus wirtschaftlichen Gründen erfolgt, da die Strecken eine strategisch wichtige Linie Wittenberge–Neustrelitz–Strasburg(–Stettin) bildeten. Im Personenverkehr erfolgte nun ein durchgehender Betrieb unter der Kursbuchnummer 120, die die Bahn auf gesamter Länge zwischen Wittenberge und Strasburg beinhaltete.

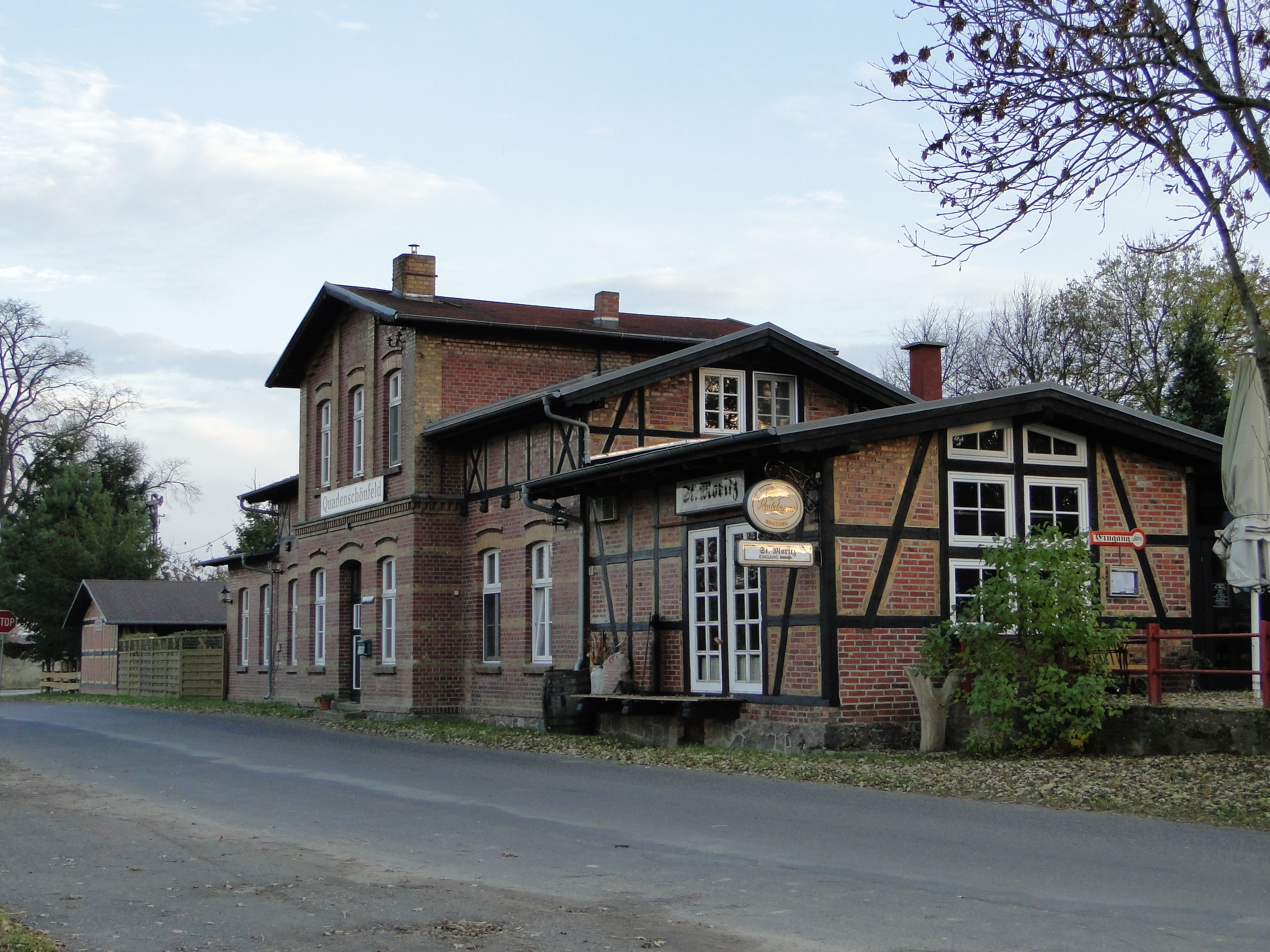
Ehemaliges Empfangsgebäude in Quadenschönfeld im abgebauten Abschnitt

Zum Ende des Zweiten Weltkrieges kam der Verkehr zum Erliegen. Die nach Kriegsende Herrschaft ausübende SMAD verfügte den Abbau mehrerer Strecken zu Reparationszwecken, zu denen auch der 40 Kilometer lange Abschnitt Thurow–Strasburg gehörte. Das Vorhaben wurde vermutlich 1947 umgesetzt, so dass in den zwei Jahren zuvor noch ein spärlicher Verkehr stattfand. Der Abschnitt Neustrelitz Süd–Thurow blieb für die Züge nach Feldberg in Betrieb, die nun bis Neustrelitz durchgebunden wurden.
In der DDR nahm die Bedeutung der Strecke für den Güterverkehr zur Entlastung der Hauptbahnen und aus militärischen Erwägungen zu. Eine neue Verbindungskurve entstand südlich von Neustrelitz, so dass der dortige Bahnhof für Fahrten in Richtung Berlin nicht mehr angefahren werden musste. Diverse Bahnhöfe wurden ausgebaut, damit Kreuzungen langer Güterzüge möglich waren.
Im Personenverkehr entwickelten sich die Abschnitte Wittenberge–Pritzwalk und Pritzwalk–Neustrelitz separat. Die meisten Züge aus Wittenberge endeten in Pritzwalk oder fuhren in Richtung Güstrow weiter, Verstärkerzüge fuhren zwischen Wittenberge und Perleberg. Umgekehrt pendelten Züge meist zwischen Pritzwalk und Neustrelitz. In den letzten Jahren unter Reichsbahn-Regie gab es zeitweilig nur noch einen einzigen durchgehenden Zug Neustrelitz–Wittenberge, der nicht weniger als 2 Stunden und 43 Minuten unterwegs war. In den 1960er und 1970er Jahren wurde der Abschnitt Wittenberge–Pritzwalk zeitweise im Sommer von einem Schnellzug nach Rostock befahren.

### Ausbau und Niedergang nach der Wende

Der „Prignitz-Express“ zwischen Liebenthal und Wittstock

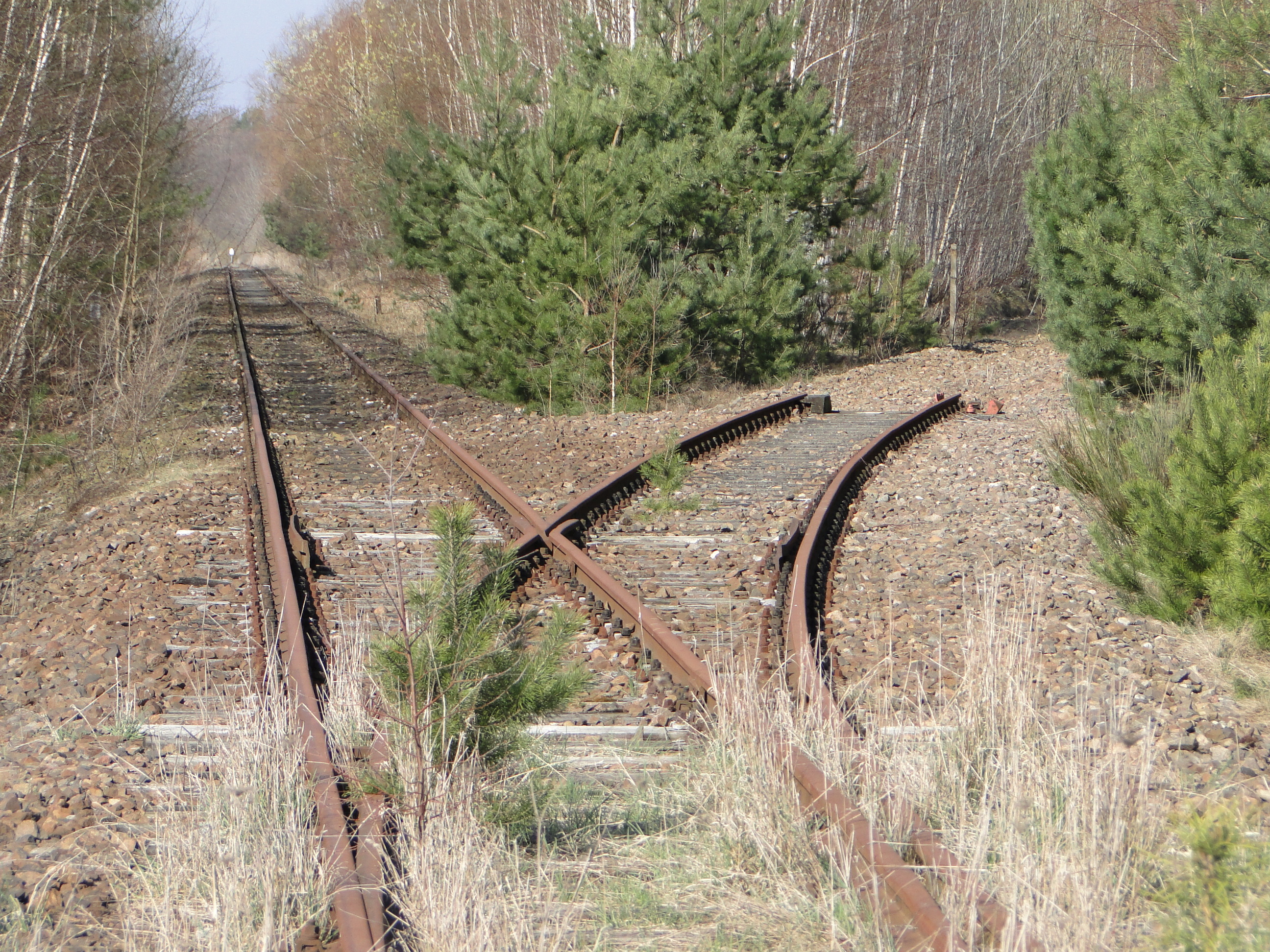
Stillgelegter Abschnitt bei Mirow mit abgebautem Abzweig nach Rechlin

Wie auf vielen Strecken im Osten Deutschlands entwickelten sich die Verkehrsströme nach 1990 deutlich anders. Als Reaktion gab es einige Versuche zur Attraktivitätssteigerung der Strecke. So wurden 1993 zwei Züge auf der verbliebenen Strecke in Eilzüge mit entsprechend weniger Halten umgewandelt. 1995 wurden die Stationen Rosenhagen, Rohlsdorf-Gottschow, Beveringen, Groß Haßlow und Kuhlmühle dauerhaft geschlossen.

#### Wittenberge – Wittstock (– Berlin) als „Prignitz-Express“
Seitens der brandenburgischen Landesregierung wurde der Abschnitt Wittenberge–Wittstock in das Projekt Prignitz-Express (PEX) einbezogen und der Ausbau bis zum Jahr 2001 vorgesehen. Das Vorhaben verzögerte sich jedoch. Von 2006 bis 2008 wurde der Abschnitt Wittenberge–Wittstock etappenweise zu einer Hauptbahn mit einer Höchstgeschwindigkeit von 120 km/h ausgebaut. Nach Abschluss der Arbeiten am 27. Februar 2008, die den dritten Bauabschnitt darstellten, konnte die Reisezeit von 65 auf 52 Minuten verkürzt werden. Heute verkehrt dort die Regionalexpress-Linie RE6 (Prignitz-Express) zwischen Wittenberge, Wittstock, Neuruppin, Hennigsdorf und Berlin-Spandau im Stundentakt.
Regelmäßiger Güterverkehr besteht heute noch auf den Streckenabschnitten Pritzwalk–Liebenthal, gelegentlich auch weiter bis Wittstock. In Liebenthal wird ein holzverarbeitender Großbetrieb durch die Eisenbahngesellschaft Potsdam und DB Cargo Deutschland bedient.
Im Rahmen eines Ausbauprogramms für kleine Bahnstationen wurde die Station Groß Pankow mit Bundes- und Landesmitteln für 740.000 Euro barrierefrei ausgebaut. Im August 2017 wurden die beiden 76 Zentimeter hohen Außenbahnsteige fertiggestellt. Der bisherige Zwischenbahnsteig und das örtliche Stellwerk sind seitdem außer Betrieb.
Der Strecke des PEX ist eine der längsten in Brandenburg ohne Elektrifizierung. Dementsprechend gab es lange Zeit Erwägungen für einen dekarbonisierten Betrieb, wie akku- oder wasserstoffbetriebene Züge oder eine Inselstromlösung. Im März 2024 wurde eine Finanzierungsvereinbarung des Landes Brandenburg mit der Deutschen Bahn bekanntgegeben, mit der die Kosten der Planung für eine vollständige Elektrifizierung des 140 Kilometer langen Abschnitts zwischen Wittenberge und Hennigsdorf getragen werden. Die Planungen sollen bis 2030, der Bau bis 2037 abgeschlossen sein.

#### Wittstock – Mirow
Der die Landesgrenze querende Abschnitt Wittstock–Mirow spielte in den Überlegungen zum PEX keine Rolle. Im Mai 1998 wurde der Verkehr dort abbestellt, nachdem eine durchgehende Nutzung der Strecke durch schlechte Anschlüsse in Wittstock bereits in den Jahren zuvor unattraktiv war. Im Jahre 2000 wurde der Abschnitt stillgelegt. Eine kurzzeitige Reaktivierung für den Güterverkehr gab es noch einmal im Jahre 2003, bevor durch Ausbau der Weichen im Bahnhof Wittstock (Dosse) bei dessen Umbau für den PEX der Anschluss gekappt wurde. Seit 21. Dezember 2007 gilt der frühere Bahnhof Mirow betrieblich als Haltepunkt. Die anschließende 1,7 Kilometer lange Teilstrecke bis Starsow galt als Teilstück einer möglichen Trassenvariante der Ortsumgehung Mirow der Bundesstraße 198, die Planungen wurden jedoch aufgrund einer anderen Trassierung verworfen. Ende 2010 wurde der Abschnitt Mirow–Wittstock an die RegioInfra GmbH verkauft. Es war geplant, dort einen Radweg zu errichten. Der im April 2011 begonnene Gleisabbau wurde jedoch vom Landkreis Ostprignitz-Ruppin gestoppt. Nachdem das Vorhaben lange ruhte, entschloss sich die Stadt Wittstock, den Bahndamm für 99 Jahre zu pachten. Im Mai 2022 begannen die Bauarbeiten für den ersten Abschnitt des Radwegs von Wittstock bis zum Griebsee, die im Dezember desselben Jahres abgeschlossen wurden. Eine offizielle Einweihung fand im April 2023 statt. Der Weiterbau in zwei weiteren Abschnitten bis zur Landesgrenze und weiter nach Mirow ist in Planung.

#### Mirow – Neustrelitz

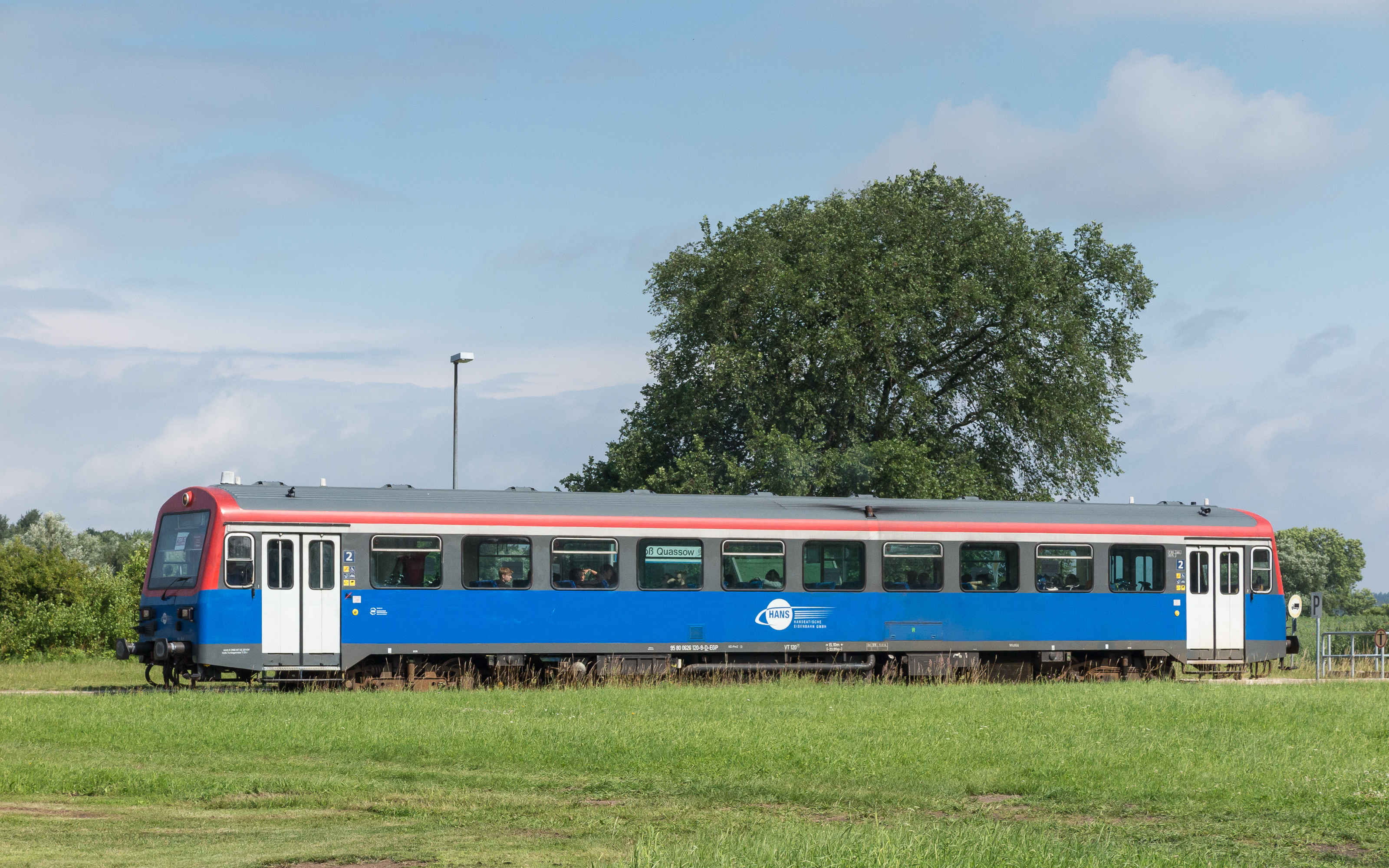
Triebwagen der EGP/HANS am Haltepunkt Groß Quassow

Zwischen Mirow und Neustrelitz pendelte bis zum 8. Dezember 2012 die Linie R6 der Ostdeutschen Eisenbahn alle zwei Stunden, im Sommer teilweise auch stündlich. Im Rahmen größerer Sparmaßnahmen im Schienenpersonennahverkehr (SPNV) wurde auch diese Verbindung zum Fahrplanwechsel im Dezember 2012 durch das Land Mecklenburg-Vorpommern abbestellt. Infolgedessen schrieb die DB Netz AG Regionalbereich Ost diesen Streckenabschnitt im Mai 2012 zwecks Abgabe der Eisenbahninfrastruktur aus. Die verbleibenden Einnahmen aus der Belieferung des Tanklagers in Zirtow würden die Betriebs- und Sanierungskosten der Strecke nicht mehr decken. Im September 2012 wurde die Strecke von der RegioInfra Nordost (RIN) übernommen.
Der Weiterbetrieb der Strecke wurde im Rahmen eines vom Land geplanten Modellprojektes zur Vernetzung von Bus, Schiene und flexiblen Bedienformen im ländlichen Raum realisiert. Dabei übernahm der Landkreis Mecklenburgische Seenplatte die Bestellung des Schienenpersonennahverkehrs (SPNV) auf der Strecke Neustrelitz–Mirow. Dieser erhält dazu jährlich 300.000 Euro Betriebskostenzuschuss, Gelder des Landes für einen eigentlichen Busersatzverkehr. War anfangs lediglich ein Saisonverkehr für Urlauber angedacht, erfolgte der Betrieb dann doch ganzjährig. Die Hanseatische Eisenbahn (HANS) bedient die Strecke von Mirow nach Neustrelitz täglich im Zweistundentakt.
Als Fahrzeug wurde zu Beginn ein Schienenbus der Baureihe 772 eingesetzt. Seit Juni 2013 kommt nun, aufgrund des höheren Fahrgastaufkommens in der Sommersaison, ein Triebwagen des Typs NE 81 zum Einsatz.
Neben einem eigenen Tarif wird auch der Gemeinschaftstarif Mecklenburgische Seenplatte anerkannt. Damit können Fahrgäste zwischen Neustrelitz und Mirow flexibel sowohl die Züge als auch die weiterhin parallel verkehrenden Busse der MVVG nutzen.
Um weitere Fahrgäste zu gewinnen, förderte das Land den Bau zeitgemäßer Bahnsteige am Weißen See in Wesenberg sowie in Zirtow (neuer Name Zirtow-Leussow), die im Sommer 2013 in den Fahrplan aufgenommen wurden. In Zirtow-Leussow wurde der Bahnhof ferner in einen ohne Personal besetzten Haltepunkt umgewandelt, sowie der örtliche Bahnübergang und der Oberbau des Hauptgleises saniert. So konnte eine Langsamfahrstelle beseitigt werden. Am Weißen See konnte im Dezember 2014 außerdem eine neue Beleuchtung in Betrieb genommen werden. Eine geplante Wiederanbindung des derzeit nicht für den Reiseverkehr genutzten Bahnhofs Neustrelitz Süd an die Strecke nach Mirow wurde bisher nicht verwirklicht.
Die örtliche Initiative ProSchiene Mecklenburgische Seenplatte setzt sich unter anderem für den weiteren Erhalt und Ausbau der Strecke, eine bessere Verknüpfung mit dem Bus ohne Parallelverkehr, eine zusätzliche Frühverbindung für Pendler und eine bessere Wahrnehmbarkeit der Bahnstationen in den Orten ein und organisiert Sonderfahrten zu Kulturveranstaltungen.
Im Juni 2017 sagte das Land Mecklenburg-Vorpommern zu, dass der Betrieb in den nächsten Jahren weiterhin im bisherigen Umfang finanziell unterstützt wird. Zuvor hatten die Städte Mirow, Wesenberg und Neustrelitz signalisiert, bei einem Fortbestand in die jeweiligen Bahnhofsumfelder zu investieren.
Der Weiterbetrieb der Kleinseenbahn kostet 300.000 Euro pro Jahr, was weniger als einem Viertel der Betriebskosten (1,2 Millionen Euro) im vormaligen Regelverkehr entspricht. Außerdem stiegen die Fahrgastzahlen bis 2017 um 40 Prozent.

#### Neustrelitz – Thurow
Seit der Einstellung des Personenverkehrs zwischen Neustrelitz und Feldberg am 27. Mai 2000 lag die Teilstrecke Neustrelitz Süd–Thurow zunächst brach, bis sie im Sommer 2007 zur Durchführung von sporadischen Sonderfahrten wieder in Betrieb genommen wurde. Besitzer dieses Abschnitts und der anschließenden Strecke Thurow–Feldberg ist seit 2005 die ELS Eisenbahn Logistik und Service GmbH.